# Oncopsis abietis
Oncopsis abietis är en insektsart som beskrevs av Fitch 1851. Oncopsis abietis ingår i släktet Oncopsis och familjen dvärgstritar. Inga underarter finns listade i Catalogue of Life.